# Thorbjörn Fälldin
Thorbjörn Fälldin, folkbokförd Nils Olof Torbjörn Fälldin, född 24 april 1926 i Västby i Högsjö socken (i nuvarande Härnösands kommun) i Ångermanland, död 23 juli 2016 i Ås nära Ramvik i Högsjö distrikt,  var en svensk politiker (centerpartist) och lantbrukare, som var Sveriges statsminister 1976–1978 och 1979–1982. Han var riksdagsledamot 1958–1964 och 1967–1985 samt Centerpartiets partiledare 1971–1985. 
I riksdagsvalet 1973 erhöll Thorbjörn Fälldin och Centerpartiet 25,1 procent av rösterna, en ökning med drygt fem procentenheter från föregående riksdagsval. Vid riksdagsvalet 1976 fick partiet 24,1 procent av rösterna, vilket möjliggjorde för Fälldin att bilda en borgerlig regeringskoalition. Thorbjörn Fälldin blev Sveriges första borgerliga statsminister sedan Axel Pehrsson-Bramstorp 1936 och bröt därmed Socialdemokraternas 40-åriga innehav av regeringsmakten och statsministerposten.
Som statsminister under U 137-krisen oktober-november 1981 blev Fälldin ihågkommen för sitt svar "Håll gränsen!" på en direkt fråga från överbefälhavaren.

## Uppväxt
Fälldin föddes i Högsjö socken i Ångermanland som son till lantbrukarparet Nils Johan Fälldin (1893–1971) och Hulda Olsson (1900–1983). 
Han växte upp i en region präglad av både jordbruk och industri. Hans skolgång i Högsjö skildrade de sociala skillnaderna mellan barnen från olika bakgrunder. Skolan bestod av en blandning av arbetarbarn och jordbrukarbarn, och under skollunchen blev deras olika livsstilar och förhållanden tydliga. Arbetarbarnen, som kom från sågverksmiljön, hade med sig enklare smörgåsar, medan de färre jordbrukarbarnen bar med sig hembakat tunnbröd.
Under 1900-talets början präglades Ådalen av sociala och ekonomiska spänningar mellan arbetare och jordbrukare. Arbetarna, som ofta var invandrare från andra svenska landskap, var beroende av industriarbeten men såg ibland på de lokala bönderna med misstro, särskilt när dessa accepterade lägre löner och längre arbetstider. Dessa spänningar ledde ibland till konfrontationer, särskilt under perioder av svält, som när potatisbrist drabbade området 1917.
Huset han bodde i var ett ganska typiskt ångermanländskt rött timmerhus, som den snickarbegåvade pappan Fälldin byggt på med en full övervåning och en glasad veranda. 
Hans mor, Hulda var mjuk och utåtriktad och var en aktiv medlem i Svenska Landsbygdens Kvinnoförbund. Familjen levde relativt väl för sin tid med sju-åtta kor, hästar och egen skog, men de hade ändå inte några större bekvämligheter. Torbjörn växte upp tillsammans med sin lillebror Åke och hade en nära vänskap med grannpojkarna Sten och Bo.
Torbjörn Fälldins tidiga begåvning visade sig redan i söndagsskolan, där han snabbt lärde sig att läsa och recitera bibeltexter. Hans far, som var tystlåten men politiskt engagerad i Bondeförbundet, styrde hemmet med sträng men rättvis disciplin. Familjens politiska och sociala engagemang spelade en viktig roll i Torbjörns uppväxt.
Under 1920-talet sjönk massapriserna och säsongen för sågning krympte. Många sågverk lades ner, och arbetslösheten ökade, även när konjunkturen var bättre. Vid årsskiftet 1929/1930 var tusentals människor i Ådalen arbetslösa, särskilt i Högsjö där jobben försvann. I Fälldins hemkommun försvann både industri- och skogsjobb. Samtidigt pressades Sveriges jordbrukare av sjunkande livsmedelspriser och överproduktion. Mjölk såldes direkt från bönder till arbetare, men många hade svårt att få avsättning. För att få in pengar sålde bönderna skog, men priserna var låga. Det var ohållbart utan kontanter, och bönderna började organisera sig först när krisen var ett faktum, 25 år efter fackföreningarnas första framsteg i regionen.

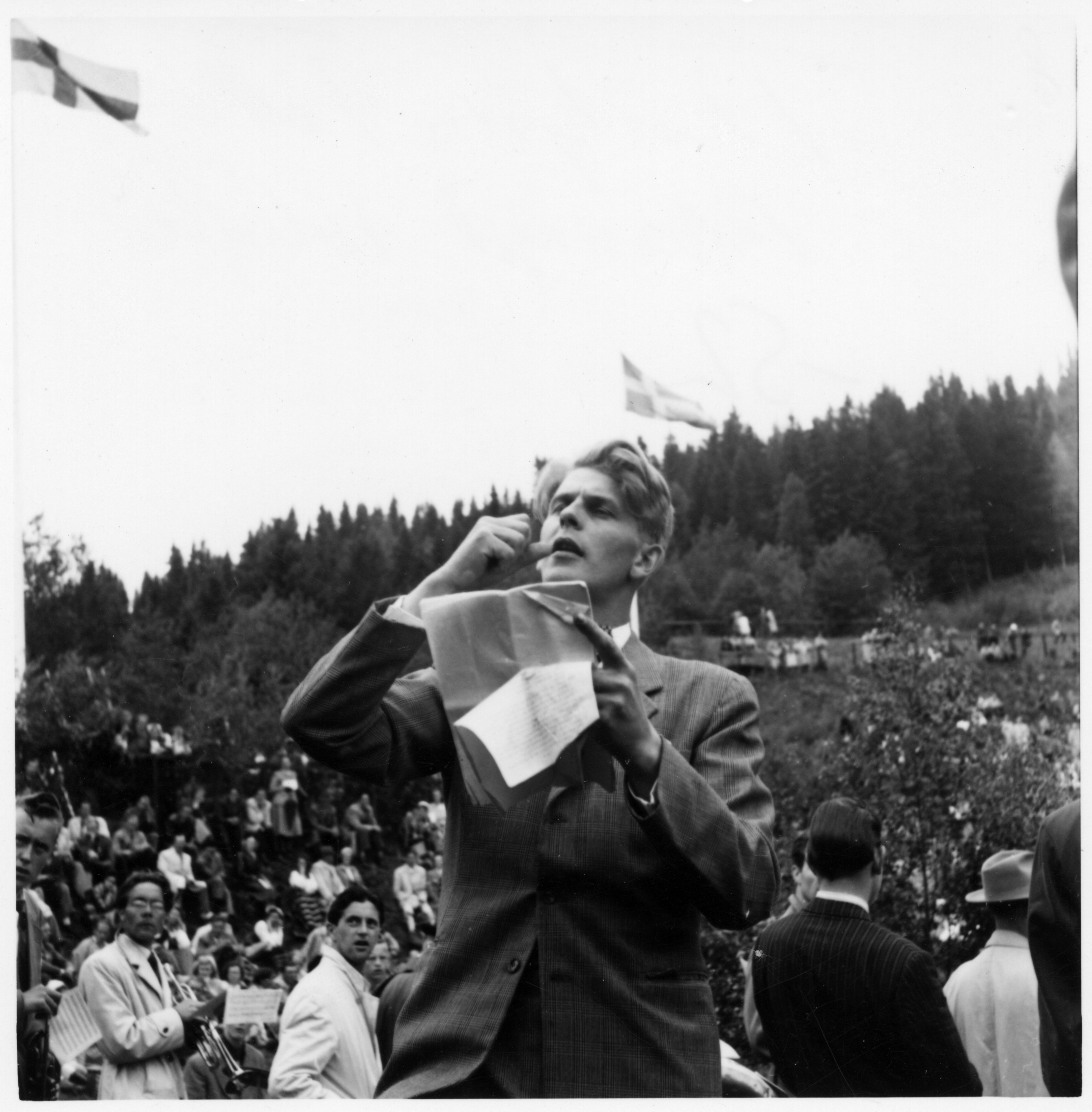
Fälldin vid Centerkongressen i Sollefteå 1952.

I april 1929 bildades Jordbruksfolkets Riksförbund (JFR), en organisation för jordbrukare i regionen. Johan Fälldin var en av de första att gå med i organisationen, vars mål var att bygga ett stort andelsmejeri och säkerställa vägunderhåll, vilket skulle generera kontanter för bönderna och underlätta deras situation.
Han har beskrivit barndomen som harmonisk, "Det var ont om pengar jämt, men vi hade aldrig brist på mat"
1956 blev han själv lantbrukare på en gård i Ås, Ramvik, då han även gifte sig med Solveig, född Öberg 1935 i Skogs socken. De har tre barn. Fälldin tog realexamen 1945 som privatist, reservofficersexamen 1951, var styrelseledamot i Svenska fåravelsföreningen 1959–68 och dess ordförande 1968–69, förbundsordförande i Svenska Insjöfiskarenas Centralförbund 1965–69 samt styrelseledamot i Svenska Handelsbanken 1971-76.

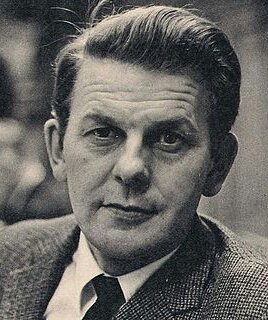
Thorbjörn Fälldin år 1967.

## Väg in i politiken

En centerpartistisk valaffisch inför valet 1970, med (från höger) Johannes Antonsson, partiledare Gunnar Hedlund och Fälldin.

Han gick med i Bondeförbundets ungdomsförbund i tonåren och var i slutet på 1940-talet och 1950-talet ombudsman för detsamma. Då Centerpartiet nådde framgångar under pensionsstriden blev han överraskande invald i Andra kammaren 1958. Han blev allmänt respekterad tack vare sin sakkunskap och anspråkslösa personlighet. Senare, då Centerpartiet inte lyckades få något riksdagsmandat för Ångermanland, erbjöds Fälldin att representera Örebro i Första kammaren istället. År 1969 valdes Fälldin till Centerpartiets förste vice ordförande i hård konkurrens med den då mer etablerade Johannes Antonsson från Halland. 

## Partiledare och borgerlig statsministerkandidat: 1971–1976

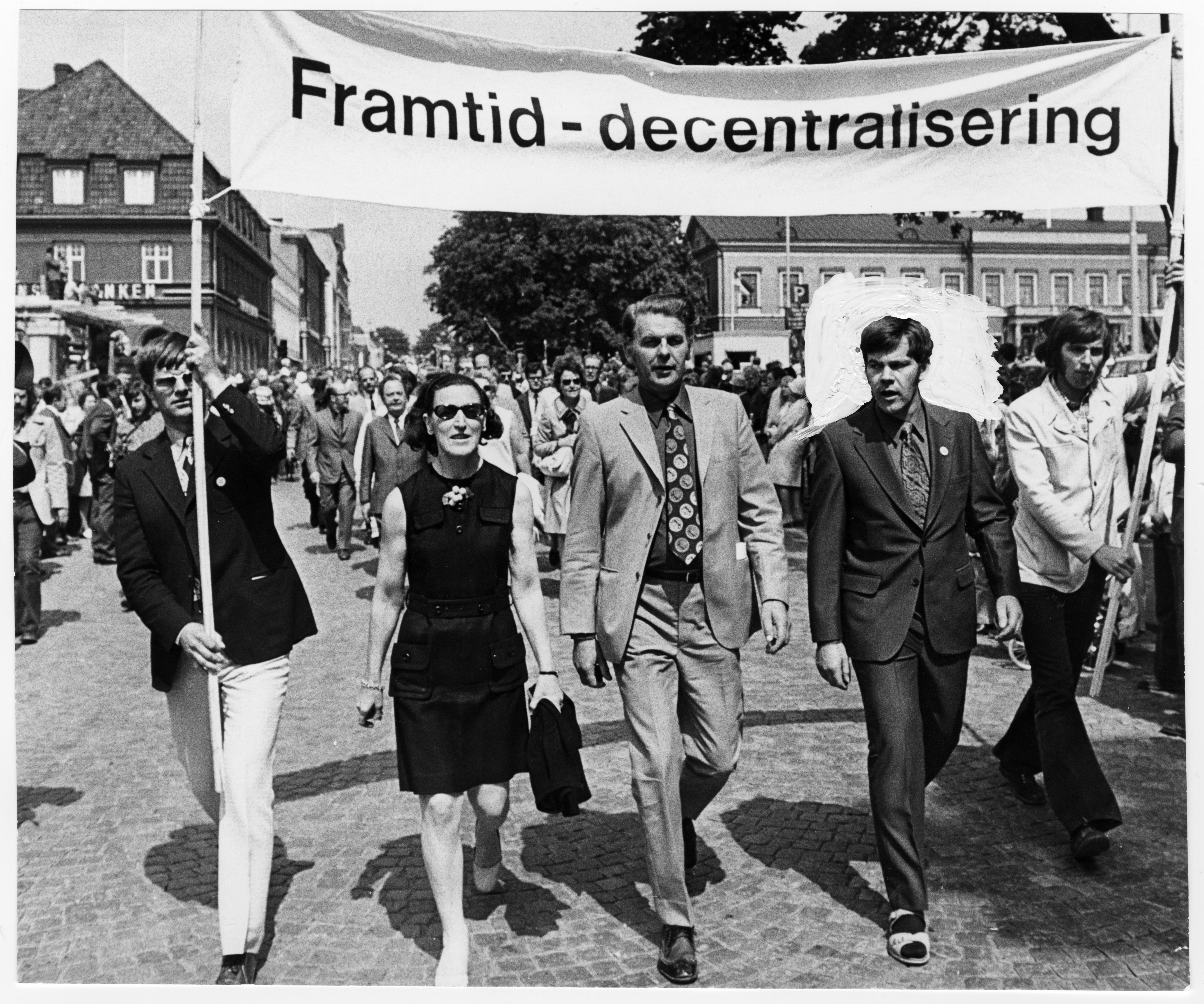
Rikstingståget Växjö 1972

I juni 1971 övertog Fälldin ordförandeposten för sitt parti, då han ersatte Gunnar Hedlund. Han blev i och med detta även den borgerliga sidans statsministerkandidat, eftersom Centerpartiet vid denna tid var det största borgerliga partiet. Efter valet år 1973 föreslog Fälldin att Centerpartiet och Folkpartiet skulle slås ihop, eftersom de hade haft ett nära samarbete sedan början av 1960-talet. Förslaget fick dock inte majoritet inom Centerpartiet. Vid riksdagsvalet 1976 var han ändå oomstridd som statsministerkandidat, och valet stod mellan honom och Olof Palme. I en legendarisk tv-sänd partiledardebatt i ett fullsatt Scandinavium i Göteborg debatterade Palme och Fälldin i två timmar inför en publik på 10 000 personer. Den stora frågan vid detta val handlade om kärnkraften i Sverige. Fälldin var en stark motståndare till kärnkraft, en uppfattning han skapat sig genom att bland annat lyssna på professor Hannes Alfvén. Centerpartiet ville stoppa utbyggnaden tills frågan om hur avfallet skulle slutförvaras lösts, Folkpartiet och Moderaterna däremot ville bygga ut kärnkraften. 

## Statsminister: 1976–1978
Valresultatet 1976 var en klar majoritet för de borgerliga, som kunde bilda regering för första gången på 40 år. Denna regering, där Fälldin var statsminister och ytterligare sju centerpartister ingick, kom dock att präglas av ständiga konflikter om energipolitiken. 
Regeringen lyckades genomförde flera ekonomiska reformer, trots kritik från Socialdemokraterna. En marginalskattesänkning och en indexreglering av skatteskalorna, ett borgerligt vallöfte från 1976, infördes. Regeringen införde även ett lönesparande och genomförde en omorganisation av Sveriges Radio samt införde en ny arbetsmiljölag och kvinnlig tronföljd.
Ekonomiskt stöd gavs till krisdrabbade industrier som skog, stål och varv, och inflationsspiralen bromsades delvis. Vid regeringens fall 1978 var inflationen 8 %, men industriproduktion och investeringar visade positiva tecken. Regeringen fick goda betyg från OECD och IMF, och diskontot sänktes från 8 till 6,5 %.
Efter ett förslag från Folkpartiet blev Sverige 1976 det första landet i världen att förespråka en tvåstatslösning av Israel–Palestina-konflikten. Detta krav framfördes av utrikesminister Karin Söder i hennes första tal inför FN:s generalförsamling hösten 1976.
Under 1977–1978 fick Fälldin hantera Geijeraffären (även känd som bordellhärvan), där ett antal män i höga positioner, bland andra Fälldin, utpekades som sexköpare i en polispromemoria. Fälldin nekade till anklagelsen. Sexköp var i sig inte olagligt, men det innebar bland annat en säkerhetsrisk och de prostituerade kvinnorna var i många fall mycket unga, minst en av dem var underårig.
Kärnkraftsfrågan blev den största konfliktfrågan inom regeringen. Fälldin hade före valet klargjort att han inte ville sitta i en regering som startade kärnkraftverk. Folkpartiet och Moderaterna ville fortsätta utbyggnaden, vilket löstes genom villkorslagen. Den stipulerade att kärnkraftverk endast fick laddas om två villkor uppfylldes: ett avtal om upparbetning av utbränt kärnbränsle och en plan för säker förvaring.
Centerpartiet trodde att lagen skulle stoppa kärnkraften, men riksdagen klargjorde att den inte skulle tillämpas strikt. Byggen av kärnkraftverk fortsatte under 1977 och 1978, och i september 1978 var Ringhals 3 och Forsmark 1 klara för laddning. Regeringen beslutade dock att inte ge tillstånd för detta utan att det kunde visas att förvaringen var säker.
I pressen ansågs denna uppgörelse vara en förlust för Fälldin och vid ett möte med Centerpartiets förtroenderåd den 2 oktober fick Fälldin hård kritik för att ha gått med på detta. Den 5 oktober 1978 avgick Fälldin och regeringen och ersattes av Ola Ullstens minoritetsregering

## Statsminister: 1979–1982

Stats-och-regeringschefer vid Nord–Syd toppmötet 1981. Fälldin är den tredje från höger i stående raden.

Efter valet 1979 blev Fälldin statsminister igen, även den här gången i en trepartiregering. I maj 1981 upplöstes denna på grund av oenighet i skattefrågan (Den underbara natten). Efter detta bildades en koalitionsregering med centern och folkpartiet, fortfarande med Fälldin som statsminister.
Fälldin blev den förste svenske statsministern att besöka Kina i april 1981. 

### Ubåtskrisen
Som statsminister under U 137-krisen oktober-november 1981 blev Fälldin ihågkommen för sitt svar "Håll gränsen!" på en direkt fråga från överbefälhavaren.

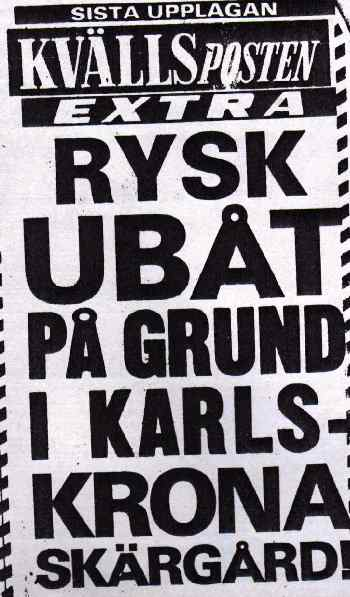

#### Händelseförloppet
Tisdagskvällen den 27 oktober 1981 bedrev svenska marinen försök med en ny ubåtsjaktstorped, Torped 42, utanför Karlskrona skärgård. Ubåten Neptun och två helikoptrar deltog. Kvällen var stilla och ljud hördes långt över vattnet. Sikten var god. Några ovidkommande fartyg syntes inte till.
Vid 20-tiden samma kväll gick den sovjetiska ubåten U 137 på grund vid Torhamnaskär i Gåsefjärden, cirka en mil sydost om Karlskrona. Då man inte lyckas ta sig av grundet med hjälp av ubåtens dieselmotorer, klättrade några ur besättningen, däribland befälhavaren, upp i tornet. Endast 30–40 meter från ubåten skymtade en liten ö och 100 meter längre bort syntes en större ö. Man försökte återigen ta sig av grundet, man körde motorerna på högvarv men ingenting hjälpte. Öbor på öarna runt omkring hörde motorbullret men man kunde inte se någonting i mörkret. De flesta antog att det rörde sig om en marinövning i närheten, och man gick och lade sig för natten.
Tidigt på morgonen onsdagen den 28 oktober begav sig två fiskare, Ingvar Svensson och Bertil Sturkman, ut från Sturkö för att vittja nät. De upptäckte att vattenytan var täckt av en tunn oljefilm. De två fiskarna återvände till Sturkö och Svensson gick hem medan Sturkman återigen gav sig iväg med båten för att ta upp några egna krokar. Strax före klockan tio på förmiddagen gjorde Sturkman upptäckten: halvvägs uppkörd på grundet vid Torumskär stod en ubåt. Den var svart och hade ingen beteckning. I tornet kunde han se tre, fyra män som tittade åt hans håll med kikare. De siktade med k-pistar mot hans fiskebåt när han kom nära. Han noterade en flagga med en stjärna men då flaggan inte alls överensstämde med Sovjetunionens flagga konstaterade han endast att det såg ut att röra sig om en utländsk ubåt, troligen från öst, och han vände och åkte hem igen. Väl hemma tog han kontakt med grannen Ingvar Svensson som ringde regementet i Karlskrona som först inte trodde honom men man lovade att undersöka saken. Först två timmar senare hade marinen folk på plats i Gåsefjärden.
Vedettbåten Smyge satte fart mot den angivna platsen. Man hade inga större förhoppningar att finna någon grundstött ubåt, men man var ändå tvungen att kontrollera uppgifterna. Efter en timmes båtfärd ankom man till platsen, och mycket riktigt: det stod en främmande ubåt på grundet. Fyra man stod i ubåtens torn och spanade mot dem genom kikare. Bakom dem kunde man ana en man med ett automatvapen hängande över axeln. I tornets topp vajade den sovjetiska örlogsflaggan. Insatschefen kommendörkapten Karl Andersson, som befann sig ombord på Smyge, tog kontakt med sin chef och de beslutade gemensamt att man skulle gå upp jämsides med ubåten. Man lade sig på styrbordssidan.
Vid 11-tiden klättrade Andersson över till ubåten. Han försökte konversera på engelska men ingen verkade förstå vad han sa. Då han försökte med tyska steg en ur besättningen fram. Karl Andersson presenterades för ubåtens befälhavare. Han sa sig vara kommendör av tredje graden och att han hette Anatolij Michailovitj Gusjtjin (Анатолий Михайлович Гущин). Under samtalets gång kom det fram att de kom från Baltijsk och att de fått fel på radiopejlen, gyrokompassen och navigationssystemet (rysk motsvarighet till Decca) vilket sades vara orsaken till att man navigerat fel och hamnat mitt i den svenska skärgården. Dessutom fungerade ekolodet dåligt. Befälhavaren ville även ha kontakt med den sovjetiske konsuln i Sverige. Andersson fick sedan komma ned till manöverrummet och äta en enkel måltid.
Polisen och kustbevakningen kallades till platsen liksom fler örlogsfartyg. Man slog en järnring runt ubåten och man förtöjde ett av kustbevakningens fartyg vid ubåten. Vid 10:30 ringde den ene fiskaren till Kvällsposten i Malmö och berättade om ubåten. Journalisten Sven-Olof Gunnarsson fick bekräftelse från örlogsbasen och tidningen fick med uppgiften i den sista upplagan. Klockan 12:28 gick TT ut med en flash och vid 12:40 gick nyheten ut i lunchekot i Sveriges Radio. Strax före klockan 12:00 ringde ÖB Lennart Ljung till Fälldin och berättade om ubåten. Klockan 17:10 höll kommendör Lennart Forsman och kommendörkapten Karl Andersson den första presskonferensen. De hade dock inget besked att ge medierna angående hur man skulle handla gentemot ubåtsbesättningen och fartyget.
Genom Sovjetunionens ambassadör, Michail Jakovlev, tog Sovjet kontakt med Sveriges utrikesminister, Ola Ullsten, och begärde att sovjetiska örlogsfartyg skulle få gå in i skyddsområdet och bärga ubåten. Denna begäran avslogs. Försvarsstaben i Stockholm meddelade att Sverige skulle bärga ubåten och att tidpunkten för detta kom att avgöras av överbefälhavaren. På kvällen tilläts U 137 att via kortvågsradio ta kontakt med sin hemmabas, en kommunikation som avlyssnades noga av svensk militär. Trots utrikesministerns nej begav sig ett ubåtsbärgningsfartyg, eskorterat av två stora och tio mindre sovjetiska örlogsfartyg, mot Sverige. Bevakningen av den svenska tolvmilsgränsen skärptes, och även på land skärptes bevakningen. Exempelvis drogs permissioner in, och man flög flera jägarförband till Karlskrona och stationerade dem på ön Östra Hästholmen. Genom att sätta upp stora strålkastare som riktades mot ubåten hade man full uppsikt över närområdet.
Natten till den 29 oktober hade nyheten om den grundstötta ubåten nått hela världen, och klockan nio denna dag fick journalisterna följa med ut till U 137 för att med egna ögon se den. De fick komma riktigt nära ubåten, ibland var de endast ett par meter ifrån. Plötsligt kom ett Viggen-plan flygande mot dem. Det passerade på några hundra meters höjd för att vid nästa förbiflygning befinna sig på endast 25–30 meters höjd. Manövern upprepades ett par gånger, och det hela handlade om en styrkedemonstration. Från att i början ha ignorerat pressbåten tappade så småningom ett av befälen i ubåtens torn tålamodet och visade tydligt att han inte ville ha dem där. Klockan 10:45 upptäckte en av marinens helikoptrar ytterligare en främmande ubåt vid Utklippan, men innan man hann göra någonting hade ubåten försvunnit, och trots ett stort spaningspådrag återfanns den aldrig. Vid middagstid den 29 oktober upptäcktes på svenskt vatten innanför Utklippan en sovjetisk högsjöbogserare som höll kurs mot Gåsefjärden. Den svenska ubåten Neptun skickade först ut prejningssignaler och försökte sedan lägga sig i vägen, men bogserbåten väjde undan och fortsatte färden in mot U 137. Ubåten Neptun försökte genskjuta den och fartyget vek av västerut mot Karlshamn. Neptun jagade efter men hann inte ifatt den snabbare bogserbåten. Till slut fick Neptun order att vända om och bogserbåten kunde obehindrad återvända till den sovjetiska styrkan. För att försvåra fritagningsförsök ankrades ett trängfartyg, före detta isbrytaren Thule, i inloppet till Gåsefjärden.
Ett antal sovjetiska örlogsfartyg ankom under kvällen och ankrade strax utanför svenskt territorialvatten. Styrkan omfattades så småningom av ett tiotal fartyg och stod under befäl av amiral Kalinin på jagaren Obraztsovyj. Dessutom ingick en jagare typ Kildin, två robotkorvetter typ Nanutchka och en fregatt typ Riga. För att demonstrera styrkans sårbarhet kryssade ubåten Neptun i undervattensläge mellan de förankrade fartygen med en tänd strålkastare. Sverige krävde att få förhöra U 137:s befälhavare. Vid ungefär samma tidpunkt kom beskedet från sovjetiska ambassaden att Sovjet drog tillbaka sitt krav på att själva få bärga ubåten.
Fredagen den 30 oktober började ett diplomatiskt spel på högsta nivå. Sovjetunionen höll fast vid att svenskarna inte fick förhöra kaptenen. Lite senare under dagen gjorde man en eftergift; ubåtskaptenen fick frågas ut under förutsättning att två av Sovjets diplomater får närvara. Detta gick Sverige med på. Ubåtskaptenen vägrade dock lämna sitt fartyg med mindre än att han fick order från sin hemmabas om detta. Den 31 oktober fortsatte nervkriget, men Sverige hade helt klart övertaget. Vid det här laget visste Moskva att svenskarna visste det mesta om U 137. Nu kom en ursäkt från Sovjet, direkt från dess regering till den svenska regeringen. Vid själva ubåten var stämningen tryckt; en svensk isbrytare blockerade inloppet till Gåsefjärden och inne i ubåten var det kallt. Telegrafisten ombord fick jobba dygnet runt för att förmedla och ta emot meddelanden från Moskva.
På måndagen lade sig en av kustbevakningens båtar vid ubåten. Den sovjetiska bevakningen tog ingen större notis om detta, de trodde förmodligen att det rörde sig om en vanlig kustbevakningsbåt, men den var invändigt helt ombyggd och hade fått installerat utrustning för att kunna mäta eventuell radioaktivitet och därmed avgöra om U 137 var kärnvapenbestyckad eller ej. Efter mätningarna är experterna tvärsäkra: Det fanns uran i form av isotopen 238U ombord. (238U är ej klyvbart, men används som mantel omkring en kärnladdning av plutonium eller 235U.) Larmet gick omedelbart hos militärledningen och regeringen. Kabinettssekreteraren Leif Leifland fick då i uppdrag av statsminister Torbjörn Fälldin att förbereda ett uttalande.
Samma dag vid 13:30-tiden klev kapten Gusjtjin ombord på torpedbåten Västervik, där förhöret skulle hållas. Man förhörde kaptenen i sex timmar. Bland dem som deltog fanns kommendörkaptenerna Karl Andersson och Emil Svensson, den senare var även chef för marinens analysgrupp, även svenska ubåtsexperter och några män från Säpo deltog. Gusjtjin hade sällskap av den politiske officeren (politruken) Besedin från ubåten och de två diplomaterna. Kaptenen vidhöll att han navigerat fel och att de trodde att de befann sig utanför Polens kust. Karl Andersson påpekade att bravaden med att lyckas navigera så fel närmast vore något för Guinness Rekordbok, varpå Emil Svensson skrattade till och frågade om det är så här den sovjetiska flottan brukar navigera. Förhören gav i stort sett inget nytt. Vid ett tillfälle korrigerade den sovjetiske diplomaten kaptenen Gusjtjins utsaga om hur många navigeringssystem som fanns ombord. Vad Sovjet alltjämt skyllde på var den trasiga gyrokompassen. Under de svensk-ryska samtalen i början av 1990-talet framkom dock att denna fungerade som den skulle, och då skyllde man istället på befälens inkompetens. De sovjetiska officerarna var ursinniga över de metoder som användes vid utfrågningen och ännu argare över att TV och press fick bevittna när de steg ombord på den helikopter som skulle föra kaptenen tillbaka till U 137. De ansåg att de blev utskämda inför hela världen och krävde att alla vidare utfrågningar skulle hållas ombord på ubåten.
På eftermiddagen sände ubåtsbesättningen upp nödraketer då båten höll på att slås sönder i den hårda sjön. Den svenska militären meddelade att bärgningen hade påbörjats. Vid haveristen var dramatiken stor. Militären begärde, och fick, tillstånd från överbefälhavaren att dra loss ubåten från grundet. Då ubåten dragits loss omringades den av svenska örlogsfartyg. På tisdagen hade regeringen ett sammanträde där det bekräftades att ubåten bar på kärnvapen.
Vid halvfemtiden den 5 november meddelade Fälldin pressen och svenska folket att det med stor sannolikhet fanns kärnvapen ombord på U 137. 

### Valförlust
I valet 1982 förlorade de borgerliga regeringsmakten till socialdemokraterna och Fälldin fick nöja sig med att vara i opposition. 

## Partiledare i opposition: 1982–1986
Under 1984 och 1985 var Fälldin i perioder sjukskriven för magsår, men beslutade att stanna som partiledare. Inför valet 1985 skedde en valteknisk samverkan mellan Centerpartiet och KDS under namnet Centern, vilket mötte kritik i och utanför Centerpartiet. Samtidigt ökade de sakpolitiska motsättningarna inom partiet. Fälldin fick partistyrelsen emot sig i frågan om sjukförsäkringen, som Fälldin ville genomföra besparingar i, och partistämman tog mot Fälldins vilja beslut om att förespråka en sänkning av matmomsen. Valet blev en stor motgång för Centerpartiet, som tappade 13 riksdagsmandat och nu var det minsta av de tre borgerliga partierna. Den 5 december samma år lämnade Fälldin partiordförandeskapet sedan valberedningen meddelat att den inte tänkte föreslå honom till omval som partiledare på partistämman i juni 1986. Han lämnade även riksdagen och det politiska livet och återvände hem för att åter ägna sig åt familjens lantbruk i Ramvik, som hans fru Solveig hade skött under hans tid i maktpolitikens Stockholm.

## Senare år: 1986–2016

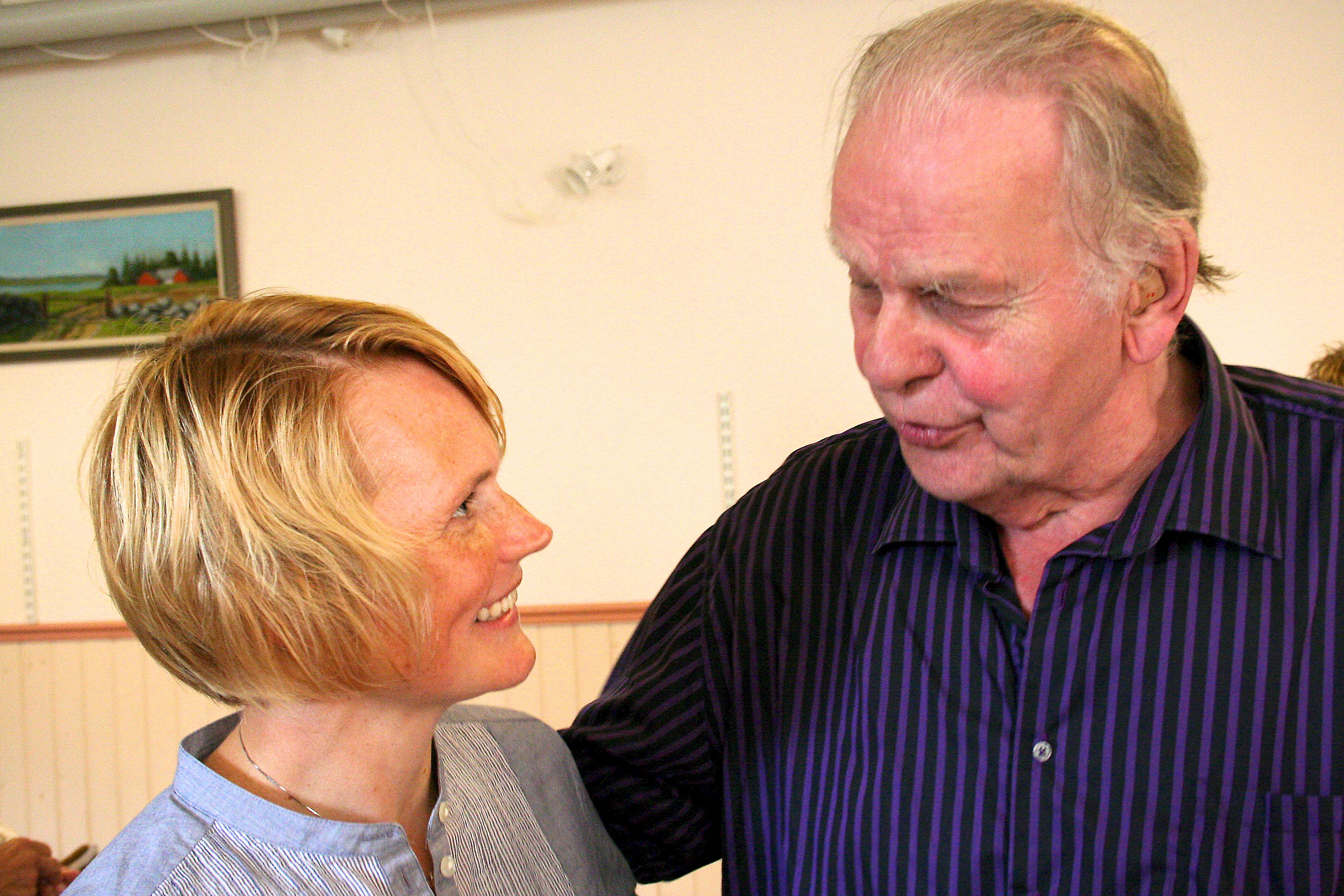
Thorbjörn Fälldin möter Anna-Karin Hatt i Ramvik i augusti 2011.

Fälldin hade även efter detta olika officiella poster, exempelvis var han styrelseordförande i Föreningsbanken och Televerket. Han var även en ledande kraft i det så kallade Omega-projektet, där Högskolan i Östersund gick samman med Högskolan Sundsvall/Härnösand till Mitthögskolan, senare Mittuniversitetet, 1993. Han utsågs till hedersdoktor vid Mitthögskolan 2001, men avsade sig sitt hedersdoktorat 2013 i protest mot beslutet att avveckla Mittuniversitetets verksamhet i Härnösand. Några år efter att Fälldin lämnat politiken blev han tillfrågad om han ville bli landshövding i Västernorrlands län, men han tackade nej. I slutet av 1980-talet och på 1990-talet engagerade han sig i rökarnas intresseorganisation Smokepeace, men slutade själv att röka i samband med en kranskärlsoperation 1996.
Inför folkomröstningen om EU-medlemskap 1994 var Fälldin engagerad i ja-kampanjen.
Thorbjörn Fälldin avled i sitt hem i Ramvik lördagen 23 juli 2016 efter en längre tids sjukdom. Han begravdes 11 augusti samma år i Härnösands domkyrka och vilar på Högsjö kyrkogård.

## Bilden av Fälldin

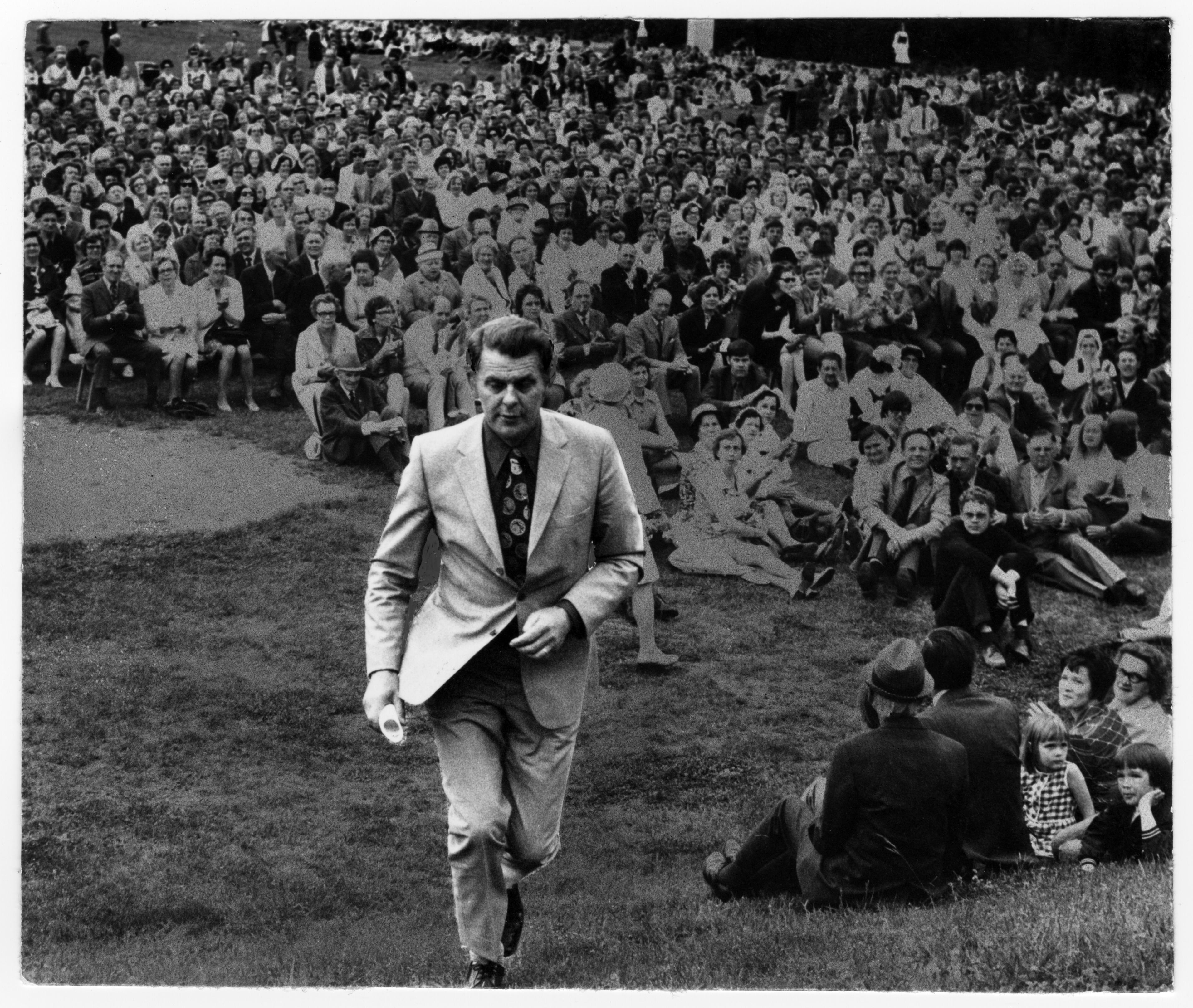
Thorbjörn Fälldin i Växjö, 1972.

Under sina 27 år som rikspolitiker var Fälldin allmänt uppskattad i de flesta politiska läger för sin rakhet, anspråkslöshet och vilja att lyssna på olika åsikter. 
Fälldin vägrade låta säkerhetsfrågor styra hans liv. Under sina år som statsminister bodde han ensam i en liten hyrd lägenhet i centrala Stockholm, medan hans familj skötte gården uppe i Ramvik. Han lagade sin egen mat och gick ut med soporna på morgonen till de gemensamma sopkärlen på gården, innan han tog en rask 15-minuters promenad till sitt kontor. På avstånd följdes han av en civil polisbil som stod parkerad utanför lägenhetshuset – hans enda medgivande till säkerhetsarrangemangen.
Thorbjörn Fälldins insats som politiker var omstridd så länge han var statsminister. Svårigheterna var avsevärda: dels hade han att leda regeringar i vilka det fanns betydande åsiktsskillnader, dels skulle detta ske då Sverige genomgick sin djupaste lågkonjunktur sedan 1930-talet. Dessutom fanns det få möjligheter till samförstånd med Socialdemokraterna. I efterhand har han dock blivit välvilligt bedömd också av tidigare kritiker, inte minst för sin strävan att nå samförstånd inom det borgerliga blocket. Hans vilja att sätta sig in i alla viktiga frågor före beslut och hans personliga anspråkslöshet har vunnit uppskattning i de flesta politiska läger. Dock präglades hans regeringsår av försämrade statsfinanser och ökande arbetslöshet.[källa behövs]

## Utmärkelser
- Kommendör med stjärna av Norska förtjänstorden (1 juli 1999)[23]